# Oração coordenada
A frase, oração e período são compostos por coordenação quando têm orações equivalentes, mas sem dependência uma da outra. São sintaticamente independentes. As orações coordenadas podem estar simplesmente justapostas, isto é, colocadas uma ao lado da outra sem qualquer conectivo que as enlace, este tipo de oração coordenada chama-se assindética.
Exemplos:
- "Será uma vida nova, começará hoje, não haverá nada para trás." (oração coordenada assindética)
- "A Grécia seduzia-o, mas Roma dominava-o." (oração coordenada sindética)

## Classificação
- Estou a comprar um protetor solar para não ficar com cancro.
- Fui à praia e não levei chinelos.

Separando as duas, vemos que elas são independentes. É desse tipo de período que iremos falar agora: o período composto por coordenação.
Quanto à classificação das orações coordenadas, temos dois tipos: coordenadas assindéticas e coordenadas sindéticas.
- Coordenadas assindéticas
  - São orações coordenadas entre si e que não são ligadas através de nenhum conectivo. Estão apenas justapostas. Não comportam classificação, embora se percebam diferentes relações entre elas (adição: vim, vi, venci; adversidade: eles partiram, eu fiquei; explicação: chegue mais cedo, precisamos conversar)
- Coordenadas sindéticas
  - Ao contrário da anterior, são orações coordenadas entre si, mas que são ligadas através de uma conjunção coordenativa.

As orações coordenadas sindéticas são classificadas em cinco tipos: aditivas/copulativas, adversativas, alternativas/disjuntivas, explicativas e conclusivas.
Vejamos a seguir:

### Copulativas ou aditivas
Estabelecem, em relação à oração anterior, uma ideia de adição, soma, acréscimo.
- Principais: e, nem, mas também, como também, senão também (após "não só"), além disso, ademais, outrossim, tampouco, ainda, a demais, outros sim, mais (em linguagem matemática ou informal), que, etc.

Exemplos:
- Vou almoçar e jantar na casa do Renato.
- A menina não só chorava como também mostrava-se arrependida.

### Adversativas
Estabelecem uma ideia de ressalva de pensamentos, ressalva esta que pode indicar oposição, retificação, restrição, compensação, advertência, contraste ou mudança na direção argumentativa.
- Principais: mas, porém, todavia, contudo, entretanto, no entanto, não obstante, inobstante, senão, e, quando, antes, agora, nem, ao passo que, etc.

Para facilitar sua vida você pensa adversativa lembra adversário oposição
Exemplos:
- Eu queria ir à praia, mas estava chovendo.
- Ela falou, todavia não foi brilhante.
- Eu estava indo de metrô, entretanto começou a chover.

### Disjuntivas ou alternativas
Estabelecem uma ideia de alternância, escolha ou exclusão.
- Principais conjunções: ou, ou… ou, ora… ora, já… já, quer… quer, seja… seja, talvez... talvez, não… nem, nem... nem, etc.

Exemplos:
- Ora quer ir à praia, ora quer ir ao shopping!
- Aceitarás minha proposta ou farás outra.
- "Já prélios incitam, já cantam vitória,/ já meigos atendem à voz do cantor." (Gonçalves Dias)

Quando a conjunção ou é usada isoladamente, a primeira oração é assindética. Apenas a conjunção ou é usada isoladamente, as demais são usadas aos pares, fazendo com que as duas orações sejam sindéticas.

### Explicativas
Estabelecem uma ideia de explicação, justificativa, razão, motivo, causa.
- Principais: que, porque, porquanto, por, como, pois (anteposto ao verbo), ou seja, isto é, já que, visto que, uma vez que

Exemplos:
- Estou cansado, visto que trabalhei muito hoje.
- Fui à praia, pois o parque estava lotado.
- Saiam daqui, porque estão atrapalhando a passagem.

### Conclusivas
Estabelecem uma ideia de conclusão, inferência, dedução, ilação.
- Principais: pois (posposto ao verbo), logo, portanto, então, por conseguinte, por consequência, assim, enfim, por fim, desse modo, destarte, dessarte, com isso, por isto, consequentemente, de modo que, por.

Exemplos:
- João e eu já fomos namorados, portanto, terminamos.
- São crianças, logo precisam brincar.

### Orações independentes
São também definidas como orações sintaticamente independentes umas das outras, relacionadas entre si pelo sentido. Vale dizer que o processo de coordenação, também chamado de parataxe, (assim como o de subordinação) ocorre em períodos compostos estruturados, ou seja, que não seja constituído por frases de contexto ou frases de situação.
O processo de coordenação engloba também a justaposição.
Exemplo: João Pedro almoçou, repetiu e gostou.
Onde:
- "João Pedro almoçou" é a primeira oração;
- "repetiu" é a segunda oração;
- "gostou" é a terceira oração.

Os verbos repetir e gostar, das orações acima, têm como sujeito elíptico ou desinencial "João Pedro", e como complemento verbal "almoço". Veja abaixo:
- "João Pedro almoçou";
- "João Pedro repetiu o almoço";
- "João Pedro gostou do almoço".

## Observações
As preposições (que possuem função de conjunção) no entanto, contudo e todavia vêm frequentemente precedidas pela conjunção e. Exemplo disso é a oração Vive hoje na maior miséria e, no entanto, já possuiu uma das maiores fortunas deste país.
Em função da precedência da conjunção e, fica difícil classificar a coordenação como aditiva (conjunção e) ou como adversativa (conjunção no entanto). Por isso, caso seja suprimida a conjunção e, no entanto assume forma de conjunção, sendo por isso uma coordenação adversativa. Permanecendo a frase como está, existe coordenação aditiva, sendo no entanto um advérbio, devendo sempre vir entre vírgulas. Este raciocínio serve também para entretanto, todavia e não obstante.
As conjunções explicativas pois e porque relacionam as orações de forma que a segunda apresenta a explicação, razão ou justificativa do que se expõem na primeira oração. Similarmente, as conjunções conclusivas logo, pois, portanto relacionam as orações de sorte que o que se afirma na segunda oração seja consequência do que ocorre na primeira.
As locuções adverbiais por consequência e por conseguinte funcionam como conjunções conclusivas.
O advérbio de dúvida talvez funciona como conjunção alternativa, quando usado aos pares.